# Minneapolis-Saint Paul

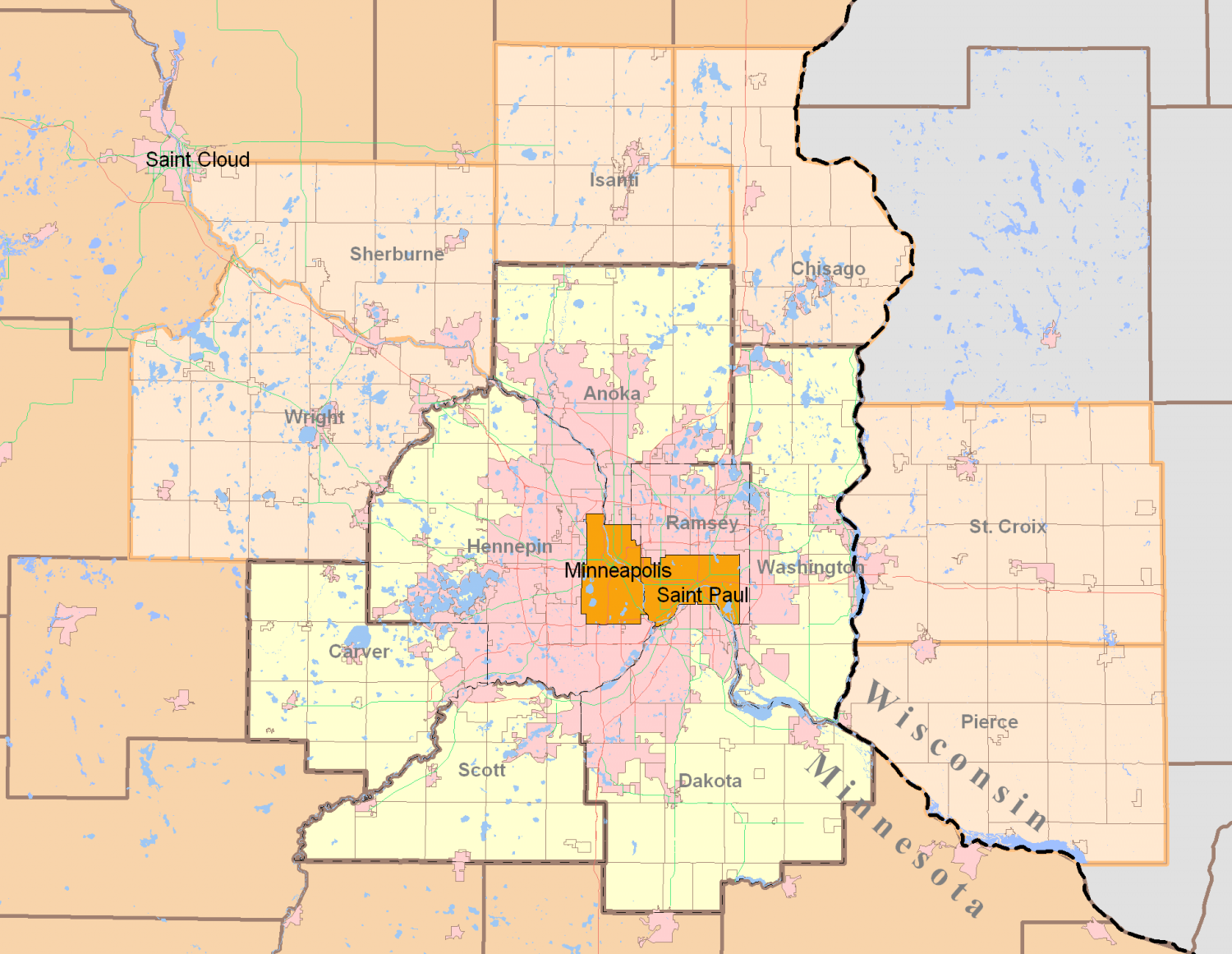
Storstadsområdet.

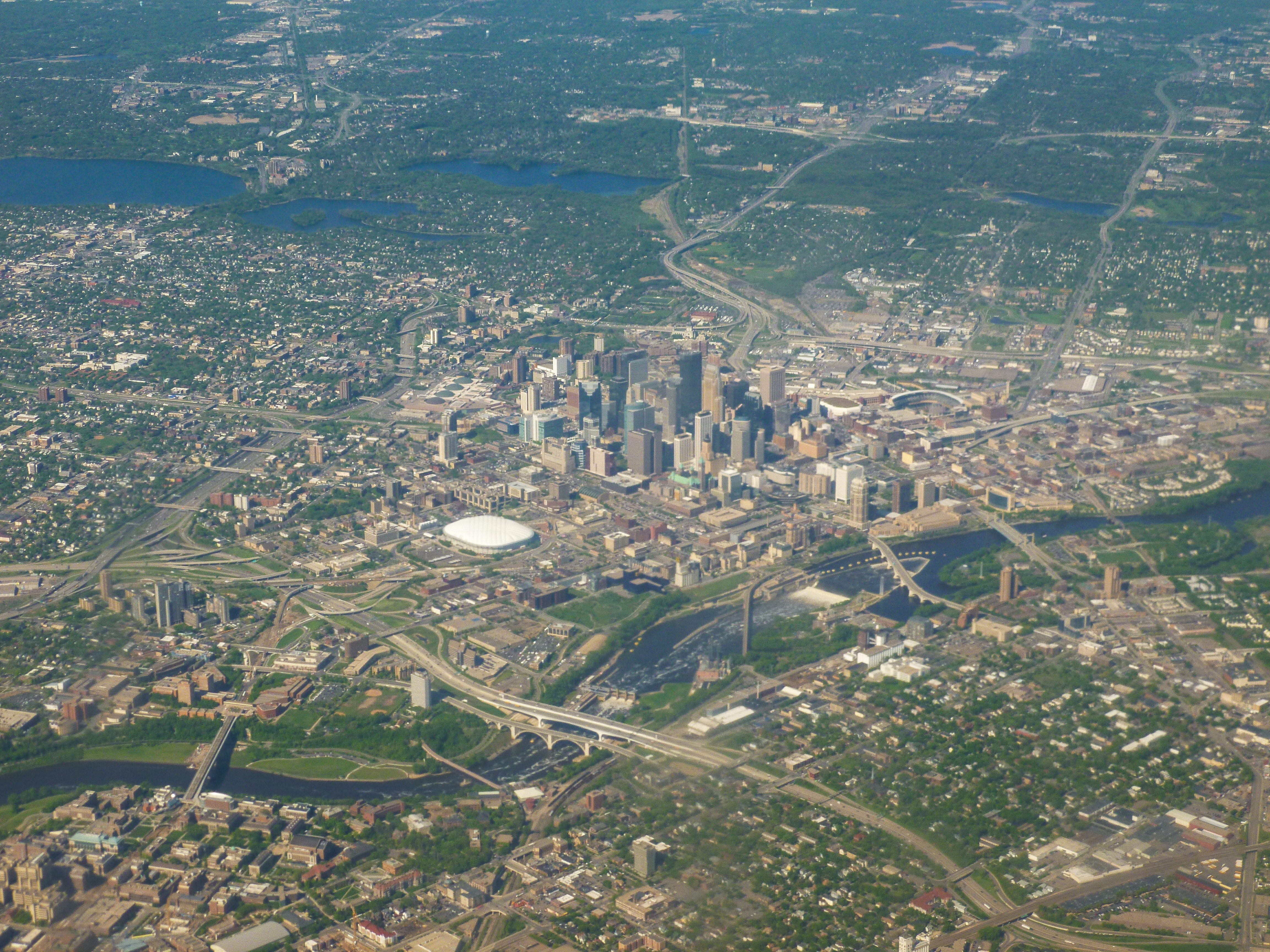
Minneapolis med förorter, sedda från ett flygplan i maj månad 2012.

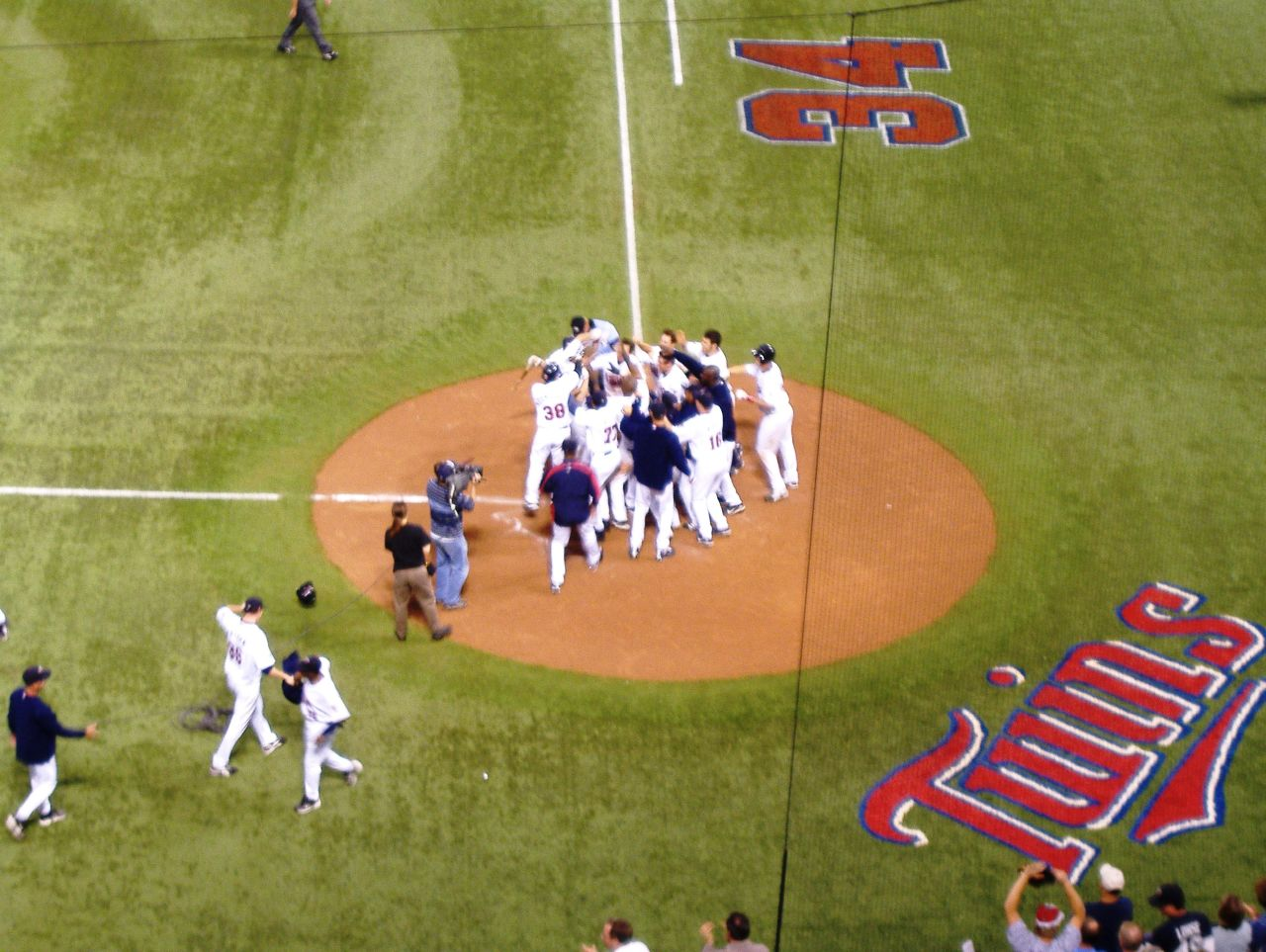
Basebollaget Minnesota Twins refererar till regionen i klubbnamnet.

Minneapolis–Saint Paul eller Twin Cities (Tvillingstäderna) är ett storstadsområde i delstaten Minnesota i USA, uppbyggt kring städerna Minneapolis och Saint Paul. Det är beläget vid floderna Mississippi, Minnesota och Saint Croix. Många skandinaver slog sig ner här under 1800-talet, framför allt i Minneapolis.

## Klimat
Visa eller redigera grafens rådata.

### Fotnoter
1. ↑  ”River Fort Draws Traders, Settlers” (på engelska). City-Data. hämtdatum=9 november november 2015. http://www.city-data.com/us-cities/The-Midwest/Saint-Paul-History.html.